# Theater Rigiblick
Das Theater Rigiblick ist ein Gastspieltheater in Zürich mit 200 Plätzen, das auf Musiktheater-Produktionen spezialisiert ist. Erfolgreiche Produktionen werden im Repertoire monatlich und damit über Jahre aufgeführt.

## Lage
Das Theater befindet sich im ehemaligen «Kurhaus Rigiblick» am Zürichberg an der Germaniastrasse 99 in Zürich-Oberstrass. Die Anbindung ans öffentliche Verkehrsnetz der VBZ erfolgt über die Seilbahn Rigiblick; daraus ergibt sich der Slogan «Das einzige Zürcher Theater mit eigenem Standseilbahn-Anschluss».

## Geschichte
Das Theater Rigiblick wird seit Mitte der 1980er Jahre durch Initiative des Vereins Theater Rigiblick kulturell bespielt. Das im Inventar der Zürcher Denkmalpflege eingetragene, 1900 erbaute Gebäude wurde 2004 erneuert. Seither wird das Haus unter professioneller Leitung als Theater geführt. 2024 erhielt das Haus eine jährliche städtische Subvention von CHF 445'000.-  sowie eine kantonale Subventionierung von CHF 120'000.-

## Spielplan
Im Spielplan finden sich vor allem Musiktheater, aber auch Schauspiel und literarische Musikabende. Das Theater ist ebenfalls ein Gastspielhaus, das von der Theaterleitung auch professionellen Künstlern der freien Theater- und Musikszene zur Verfügung gestellt wird. Jährlich finden rund 250 Veranstaltungen mit etwa 40'000 Zuschauern statt (Stand 2023). Neben den Repertoire-Vorstellungen und den zahlreichen Gastspielen gibt es auch das Label Rigiblick Spezial, das Produktionen kennzeichnet, die vom Theater selber produziert werden. So kann ein vielfältiges Angebot aus verschiedenen Genres programmiert werden.
Eine grosse Nachfrage beim Publikum haben Produktionen wie Goethes Faust erzählt mit Songs aus Rock und Pop, die die Geschichte von Faust, Mephisto und Grete in 80 Minuten mithilfe von Schauspiel und Musik erzählt (seit 2008), To the Dark Side of the Moon, welches die Musik des gleichnamigen Konzeptalbums von Pink Floyd mit einem Kurztext von Ray Bradbury vereint. Die Musik wurde von Daniel Fueter für Streichquartett arrangiert. Im Stück spielen Daniel Rohr, Eriko Kagawa und das Galatea Quartett mit (seit 2009). Azzurro, ein italienischer Liederabend (seit 2008). Der Lachs der Weisheit, ein irischer Musikabend mit einer irischen Liebesgeschichte (auf Deutsch erzählt). Seit 2013 finden vermehrt musikalische Hommagen an Rockmusiker statt, bei denen Musiker, Sänger ebenso wie klassische Musiker auf der Bühne stehen. Daneben wird die Lebensgeschichte des Musikers zusammengefasst und so auch die Entstehungsgeschichten der Songs erklärt.

## Leitung
Das Theater Rigiblick wird von Daniel Rohr geleitet. Die Stellvertretung und Leitung des künstlerischen Betriebsbüros untersteht Brigitta Stahel, die Technische Leitung wird von einem technischen Kollektiv geführt. 
Insgesamt umfasst der Theaterbetrieb mitsamt dem Barbetrieb rund 1200 feste Stellenprozente. Die weiteren anfallenden Arbeiten werden von freien Mitarbeitenden (im Bereich Bar und Kasse) und von Freelancern (im Bereich der Technik) ausgeführt.